# Hängbro Sjnjuvtjudisjåhkå
Hängbro Sjnjuvtjudisjåhkå är en hängbro i vattendraget Sjnjuvtjudisjåhkå i Sareks nationalpark i Jokkmokks kommun. Bron är 31,5 meter lång och förvaltas av Laponiatjuottjudus.